# Trachylepis perrotetii
Trachylepis perrotetii (африканський червонобокий сцинк) — вид сцинкоподібних ящірок родини сцинкових (Scincidae). Мешкає в Західній і Центральній Африці. Вид названий на честь французького натураліста Джорджа Семюела Перротте.

## Підвиди
Виділяють два підвиди:
- Trachylepis perrotetii perrotetii (Duméril & Bibron, 1839);
- Trachylepis perrotetii upembae (de Witte, 1953).

## Поширення і екологія
Африканські червонобокі сцинки поширені від Сенегалу і південної Мавританії на схід до Судану до Південного Судану. Вони живуть в сухих і вологих саванах. 